# Manuel Ezequiel Bruzual
Pour les articles homonymes, voir Bruzual.
Manuel Ezequiel Bruzual est un militaire et homme d'État vénézuélien, né à Santa Marta (Colombie) en 1830 et mort à Curaçao le 14 août 1868. Ministre de la Guerre et de la Marine en 1864, il est le 15e président du Venezuela du 25 avril 1868 au 28 juin 1868.
Il est enterré au Panthéon national du Venezuela.